# B-2 (Fernsehapparat)

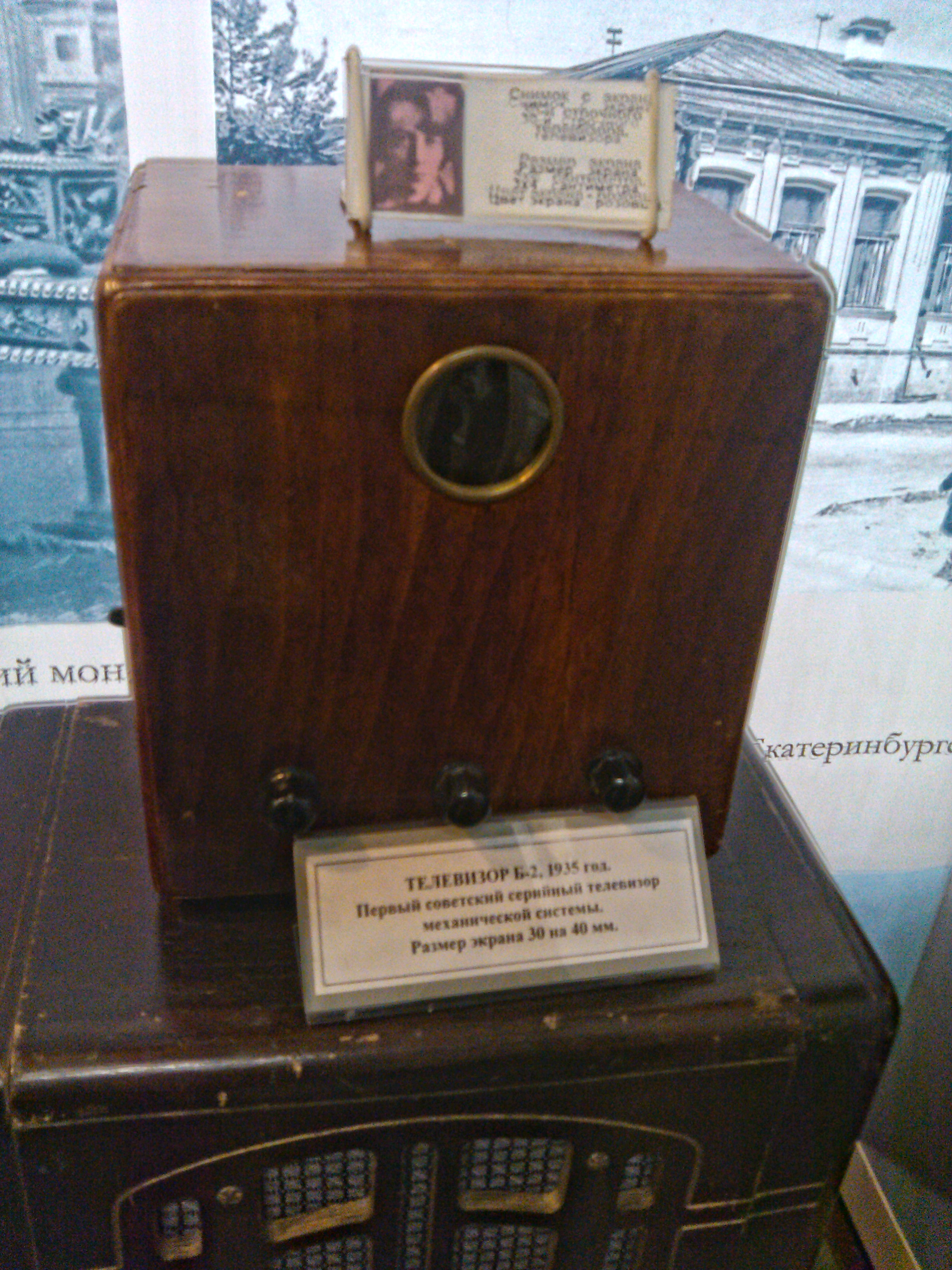
Der sowjetische mechanische Fernseher „Б-2“ vom „N. G. Kosinzkowo-Werk“. Hinter dem runden Glas befand sich das Fernsehbild.

Das Fernsehgerät B-2 (russisch: Телевизор Б-2) war der erste ab 1932 in Serie produzierte Fernsehapparat der Sowjetunion.

## Ausstattung
Der B-2 hatte noch ein sehr kleines 30-Zeilen-Bild, im Gegensatz zur späteren, beispielsweise in Europa verbreiteten 625-Zeilen-CCIR-Fernsehnorm. Die Bildgröße betrug 16 mm × 12 mm, mit einer Lupe auf etwa 3 cm × 4 cm vergrößert.
Der Fernsehapparat funktionierte mit einer Nipkow-Scheibe, also nach dem Prinzip des sogenannten mechanischen Fernsehens. Die Drehung der Nipkow-Scheibe wurde von einem Röhren-synchronisierten Elektromotor angetrieben. Den Empfang der Sendesignale für Bild wie Ton übernahmen zwei herkömmliche Mittelwellenradios, die mit dem Fernsehapparat verbunden wurden. Die Produktion des B-2 begann im Leningrader „N. G. Kosinzkowo-Werk“ 1933.